# Ryszard Wolny
Ryszard Wolny (n. 24 martie 1969, Racibórz, Republica Populară Polonă, Polonia) este un luptător ce a reprezentat Polonia, medaliat olimpic. A participat la 3 ediții ale Jocurilor Olimpice (1992, 1996, 2000) în care a câștigat o medalie de aur.